# A Birthday Blunder
Pour plus de détails, voir Fiche technique et Distribution.
A Birthday Blunder est un film américain réalisé par Robert P. Kerr, sorti en 1917.

## Fiche technique
- Titre original : A Birthday Blunder
- Réalisation : Robert P. Kerr
- Société de production : Keystone
- Société de distribution : Keystone
- Pays d’origine :  États-Unis
- Langue originale : anglais
- Format : noir et blanc — 35 mm — 1,37:1 — Film muet
- Genre : Court-métrage, Comédie
- Durée : une bobine (300 m)
- Dates de sortie :
  - États-Unis : 23 décembre 1917
- Licence : domaine public